# Emotional Syphon Recordings
Emotional Syphon Recordings es una compañía discográfica, fundada por el guitarrista de KoЯn Munky en 2006. Él es el mánager de esta discografía de música de metal.

## Artistas de la disquera
- Monster In The Machine
- Droid
- Fear and the Nervous System